# Cercle d'or (Islande)
Pour les articles homonymes, voir Cercle d'or.
Pour un article plus général, voir Tourisme en Islande.
Le « Cercle d'or » (en islandais : Gullni hringurinn) est une expression désignant un circuit touristique d'environ 300 kilomètres au départ de Reykjavik qui propose un condensé d'Islande en intégrant notamment les trois sites touristiques les plus fréquentés et emblématiques du pays : le parc national Þingvellir, la chute de Gullfoss et le champ géothermique de Geysir.
Il s'agit d'une dénomination récente sans fondement historique visant à promouvoir le tourisme, comme le Cercle d'argent dans l'ouest et le Cercle de diamant dans le nord, qui forment toutes trois les Jewel Routes. Les excursions vers le Cercle d'Or incluent également souvent d'autres arrêts comme le lac de cratère de Kerið ou la petite ville de Hveragerði, connue pour pratiquer la culture de la banane grâce à la géothermie islandaise.

## Liste
| Nom                          | Image | Description |
| ---------------------------- | ----- | --- |
| Þingvellir                   |       | Þingvellir (littéralement « les plaines du Parlement ») est le nom donné à un graben situé sur la dorsale médio-atlantique dans les Hautes Terres d'Islande. Ce site est notamment connu pour avoir accueilli l'Althing, le Parlement islandais, de sa fondation en 930 (ce qui en fait le plus ancien parlement du monde encore en activité) jusqu'en 1798, date de son déménagement à Reykjavik. Ce site constitue un parc national et est inscrit au patrimoine mondial de l'UNESCO. |
| Gullfoss                     |       | Située sur la rivière Hvita, Gullfoss (« la Chute d'Or ») constitue en réalité une succession de deux chutes d'eau : une première de 32 m de haut suivie d'une seconde de 70 m se jetant dans une étroite gorge. Les jours ensoleillés, il n'est pas rare de voir un arc-en-ciel au-dessus de la cascade. |
| Champ géothermique de Geysir |       | Le champ géothermique est situé dans la vallée Haukadalur. Cet ensemble de sources chaudes issu d'un ancien stratovolcan érodé compte notamment deux geysers : Geysir, ayant donné son nom au phénomène, est peu actif aujourd'hui, et Strokkur (en photo ci-contre) entre en éruption environ toutes les dix minutes. |